# Persi Diaconis
Persi Warren Diaconis (* 31. Januar 1945 in New York City) ist ein US-amerikanischer Mathematiker, der sich vor allem mit Statistik und Wahrscheinlichkeitstheorie befasst. Außerdem war er als Magier bekannt.

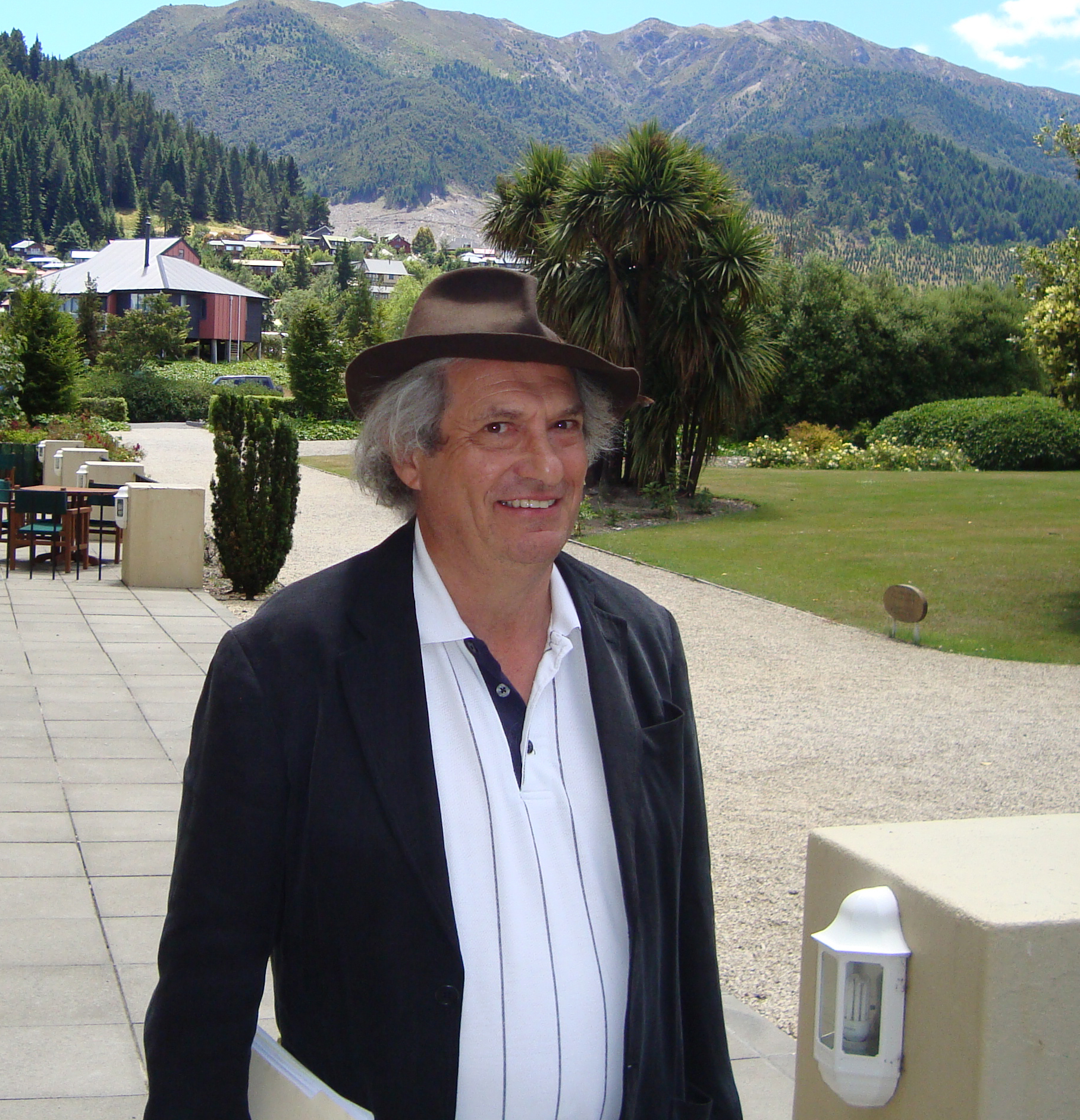
Persi Diaconis 2010

## Leben und Werk
Diaconis stammt aus einer Familie professioneller Musiker, und auch Diaconis nahm neun Jahre Geigenstunden u. a. an der Juilliard School. Seine Mutter ist Polin und sein Vater ist Grieche. Er verließ vorzeitig mit 14 Jahren die Schule (er war gerade am City College in New York eingeschrieben), um Zauberkünstler zu werden, auf Einladung des bekannten Magiers Dai Vernon. Zwei Jahre später war er professioneller Zauberkünstler, der eigene Tricks erfand (einige seiner Kartentricks wurden in Martin Gardners Kolumne im Scientific American veröffentlicht) und unterrichtete. Nach eigenen Aussagen wechselte er zur Mathematik, da er William Fellers klassisches Lehrbuch der Wahrscheinlichkeitstheorie und Statistik benutzen wollte, aber nichts davon verstand. Er nahm Abendkurse am New York City College und machte 1971 seinen Abschluss in Mathematik. Er wurde im Graduate Program für Statistik an der Harvard University akzeptiert und wurde 1974 bei Dennis Hejhal promoviert (Weak and Strong Averages in Probability and the Theory of Numbers). Danach ging er zur Stanford University, wo er noch heute Professor ist.
Zweimal (1992 und 1982) erhielt er ein Stipendium der MacArthur Foundation (MacArthur Fellowship). 1990 war er Invited Speaker auf dem Internationalen Mathematikerkongress (ICM) (Application of group representations to statistical problems) und ebenso 1998 in Berlin, wo er einen Plenarvortrag hielt (From Shuffling Cards to Walking around the Building: Introduction to Markov Chain Theory). 2012 wurde er mit dem Levi-L.-Conant-Preis ausgezeichnet. Er ist Fellow der American Mathematical Society und der American Academy of Arts and Sciences sowie Mitglied der National Academy of Sciences und der American Philosophical Society. 2017 wurde er Ehrenmitglied der London Mathematical Society.
Diaconis befasste sich z. B. mit Zufallsmatrizen, Benfords Gesetz, Irrfahrten auf Gruppen und Kartenmischungen. So zeigte er mit Dave Bayer, dass mindestens sieben „Shuffles“ (perfekte Mischungen) nötig sind, um 52 Spielkarten annähernd zufällig zu verteilen (und für {\displaystyle n} Karten mindestens {\displaystyle {\tfrac {3}{2}}\log _{2}(n)} Mischungen). Diaconis war auch aktiv in der Aufdeckung von Manipulationen in der Parapsychologie und in der Sphäre professionellen „Glücksspiels“. Mit Joseph Keller untersuchte er „faire“ Würfel (symmetrische und unsymmetrische mit beliebig vielen Seiten), und bewies z. B., dass es keine fairen symmetrischen Würfel mit fünf Seiten gibt (dafür aber unsymmetrische). Im Auftrag einer Firma, die Kartenmischmaschinen für die Casinos in Las Vegas herstellte, untersuchte er einen neuen Prototyp und konnte zusammen mit seiner Kollegin Susan Holmes, einer Statistikerin aus Stanford, zeigen, dass die sich ergebenden Kartenmischungen eine Abfolge zeigten, die gewisse Voraussagen erlaubte. Die Firma brachte daraufhin die Maschine nicht zum Einsatz.
Zu seinen Doktoranden gehört Sourav Chatterjee.

## Schriften
- Group representations in probability and statistics. Institute of Mathematical Statistics, Hayward, 1988, ISBN 0-940600-14-5.
- Theories of data analysis: from magical thinking through classical statistics. In: D. Hoaglin, Mosteller, Tukey (Herausgeber): Exploring Data Tables, Trends and Shapes. Wiley 1985.
- Patterns in eigenvalues. Bulletin AMS 2003, Gibbs Lecture.
- Interview in Statistical Science, August 1986, S. 319
- From Shuffling Cards to Walking Around the Building: An Introduction to Modern Markov Chain Theory. ICM 1998.
- mit Ronald Graham: Magical Mathematics: the mathematical ideas that animate great magic tricks, Princeton University Press, 2011 (das Buch erhielt 2013 den Euler Book Prize)
- mit I. M. Isaacs: Supercharacters and superclasses for algebraic groups, Transactions AMS, Band 360, 2008, S. 2359–2392
- mit Brian Skyrms: Ten Great Ideas about Chance, Princeton University Press, 2018